# Анаполь, Дебора
Дебора Анаполь (англ. Deborah Taj Anapol, 1951 — 18 августа 2015) — американский клинический психолог и одна из основателей движения полиамории, зародившегося в 1980-х годах. 

## Биография
Известная своими работами в области эротической духовности, экосекса, неотантры и интеграции таза и сердца, Анаполь выступала за множественную любовь и священную сексуальность. В своей работе она рано использовала интернет для сбора и организации единомышленников. Она также была соучредителем журнала Loving More и его конференций. Она написала одну из первых книг о полиамории «Любовь без границ» (1992); которая была расширена и переиздана как Polyamory: The New Love Without Limits в 1997 году. В качестве эксперта-обозревателя Psychology Today Дебора вела блог «Любовь без границ, отчёты с фронтира отношений».
Анаполь была пионером, открывшим путь к разнообразию форм в здоровых отношениях, и получила премию «Вики» от Фонда свободы Вудхалла за свою работу, подтверждающую сексуальную свободу как одно из основных прав человека.
Анаполь появлялась в радио- и телешоу, таких как Donahue, Leeza, Real Personal, Jerry Springer и Sally Jesse Raphael. Она проводила семинары на международном уровне по таким предметам, как интеграция таза и сердца и полиамория.
Интеграция Таза и Сердца (англ. Pelvic-Heart Integration, PHI) представляет собой синтез неорайхианского дыхания, работы с телом, работы с энергией, психодрамы, работы с травмами, чтения тела и неотантры. Она была разработана бодиворкером доктором Джеком Пейнтером; Анаполь была сертифицированным практиком.
Дебора Анаполь неожиданно скончалась в Англии 18 августа 2015 года.

## Произведения
Анаполь — автор следующих книг:
- Polyamory: The New Love Without Limits. — 1997. — ISBN 978-1-880-78908-7.
- Anapol, Deborah M. Love Without Limits. — 1992. — ISBN 978-1-880-78906-3.
- Compersion: Meditations on Using Jealousy as a Path to Unconditional Love. — 2004. — ISBN 1-880-78902-7. (eBook)
- Anapol, Deborah Taj. The Seven Natural Laws of Love. — 2005. — ISBN 978-0-971-08887-0.
- Anapol, Deborah. Polyamory in the 21st Century. — 2010. — ISBN 978-1-442-20023-4.

Анаполь также создала трёхсерийное DVD-видео: Pelvic-Heart Integration